# Fingertips
Fingertips è una canzone del 1963 registrata dal vivo da "Little" Stevie Wonder per l'etichetta Tamla e scritto da Henry Cosby e Clarence Paul.
Fu il primo successo per Stevie Wonder, che raggiunse la vetta della Billboard Hot 100 il 22 giugno 1963 per tre settimane e quella della classifica R&B.

## Tracce
7" Single
1. Fingertips (Pt. 1)
2. Fingertips (Pt. 2)

## Formazione
- Voce, bongo ed armonica di Little Stevie Wonder
- Batteria di Marvin Gaye
- Basso di James Jamerson e Larry Moses

## Classifiche
| Classifica (1963)      | Posizione più alta |
| ---------------------- | ------------------ |
| U.S. Billboard Hot 100 | 1                  |
| U.S. R&B Chart         | 1                  |